# Carlo Bergonzi
Carlo Bergonzi (Vidalenzo, 13 de julho de 1924 — Milão, 25 de julho de 2014) foi um tenor óperatico italiano, de Bel Canto e verismo. Esteve associado com as óperas de Giuseppe Verdi.

## Vida
Bergonzi nasceu em Vidalenzo, perto de Parma. Iniciou seus estudos de canto como barítono no Conservatório de Parma com o Maestro Ettore Campogalliani com 14 anos. Durante a Segunda Guerra Mundial, foi internado na Alemanha, num campo de prisioneiros de guerra. Após a guerra, retornou para a Itália e estudou no Conservatório de Boito em Parma.
Em 1948 data de sua estreia profissional, como barítono, no papel de Figaro em Il barbiere di Siviglia de Rossini. Outros papéis de barítono que desempenhou: Arlesiana  (Metifio), Don Pasquale  (Dottor Malatesta), L'elisir d'amore (Belcore), Lucia di Lammermoor (Lord Enrico Ashton), Le astuzie di Bertoldo (Ghirlino), Pagliacci (Silvio), L'amico Fritz (Fritz Kobus), Cavalleria rusticana (Alfio), Werther (Albert), La bohème (Marcello), La fanciulla del West (Sonora), Madama Butterfly (Sharpless), Manon Lescaut (Lescaut), Mignon (Laerte), Rigoletto (Rigoletto) e La traviata (Giorgio Germont).
Em 1951, fez sua estreia como tenor no papel-titular de Andrea Chénier no Teatro Petruzzelli em Bari. Nesse mesmo ano, para marcar o 50 º aniversário da morte de Giuseppe Verdi, a rede de rádio estatal italiana RAI envolveu Bergonzi para uma série de transmissões das Óperas menos conhecidas de Verdi I due Foscari, Giovanna d'Arco, e Simon Boccanegra.
Faleceu em 25 de julho de 2014 aos 90 anos em Milão.

## Repertório de tenor
- Andrea Chénier. Bari, Teatro Petruzzelli, 18 janeiro 1951
- Giovanna d'Arco. Milão, RAI, 26 maio 1951
- Pagliacci. Milão, RAI, 10 junho 1951
- La forza del destino. Milão, RAI, 16 julho 1951
- Un ballo in maschera. Milão, Teatro Nuovo, 15 agosto 1951
- Simon Boccanegra. Roma, RAI, 21 novembro 1951
- I due Foscari. Milão, RAI, 5 dezembro 1951
- Adriana Lecouvreur. Prato, Teatro Metastasio, 31 dezembro 1951
- Faust. Bari, Teatro Petruzzelli, 8 janeiro 1952
- Jenůfa (Steva). Roma, Teatro dell'Opera, 17 abril 1952
- Ifigenia. Napoli, San Carlo, 1 junho 1952
- Mefistofele. Roma, Baths of Caracalla, 1 julho 1952
- Madama Butterfly. Cagliari, agosto 1952
- Masaniello. Milão, Scala, 25 março 1953
- Rigoletto. Livorno, Teatro Goldoni, 20 maio 1953
- Aïda. Buenos Aires, Colón, 24 julho 1953
- Tosca. Buenos Aires, Colón, 7 agosto 1953
- Manon Lescaut. Rovigo, Teatro Sociale, 24 outubro 1953
- Turandot. Catania, Massimo Teatro Bellini, 19 novembro 1953
- Loreley. Reggio Emilia, Teatro Municipale, 2 fevereiro 1954
- L'incoronazione di Poppea. Milão, RAI, 7 março 1954
- Carmen. Monte Carlo, Salle Garnier, 30 janeiro 1955
- Lucia di Lammermoor. Brescia, Teatro Grande, 3 fevereiro 1955
- Don Carlo. Buenos Aires, Teatro Colón, agosto 1955
- La traviata. Salsomaggiore, Teatro Nuovo, 10 setembro 1955
- Il tabarro. Chicago, Lyric, 16 novembro 1955
- Cavalleria rusticana. Chicago, Lyric, 26 novembro 1955
- L'amore dei tre re. Chicago, Lyric, 28 novembro 1955
- La Gioconda. Trieste, Castello di San Giusto, 16 julho 1956
- Il trovatore. Nova York, MET, 13 novembro 1956
- Fior di Maria. Milão, RAI, 30 janeiro 1957
- La bohème. Caracas, Teatro Municipal, outubro 1957
- Macbeth. Nova York, MET, 5 fevereiro 1959
- L'elisir d'amore. San Sebastian, Victoria Eugenia, 26 agosto 1959
- Ernani. Nova York, MET, 26 novembro 1962
- Aida. Nova York, MET, 12 julho 1963
- La Wally. Nova York, Carnegie Hall, 13 março 1968
- Werther. Naples, Teatro San Carlo, 11 fevereiro 1969
- Norma. Nova York, MET, 3 março 1970
- Luisa Miller. Genoa, Teatro Margherita, 20 setembro 1972
- Edgar (ópera). Nova York, Carnegie Hall, 13 abril 1977
- I Lombardi alla prima crociata. San Diego, Russ Auditorium, 22 junho 1979
- Il corsaro. Nova York, Town Hall, 16 dezembro 1981
- Attila. Tulsa, Chapman Music Hall, 6 março 1982
- Otello. Nova York, Carnegie Hall, 3 maio 2000